# Baptism at Savica Fall
Baptism at Savica Fall (slovensko Krst pri Slapu Savica) je debitantski studijski album slovenske black/death metal skupine Noctiferia, izdan leta 1998 v samozaložbi. Leta 2004 je pri Erotica Productions izšel ponatis s petimi dodatnimi posnetki z albumov Eternal Blasphemy (1997) in Inhuman (2000). Za distribucijo je poskrbela trgovina Master of Metal. Naslov se navezuje na Krst pri Savici Franceta Prešerna (1835), prvo slovensko epsko pesnitev.

## Seznam pesmi
Vse pesmi je napisala skupina Noctiferia.
Originalna izdaja
1. »Bloody Sheaves of Hay« – 5:08
2. »Slaves Under Broad Daylight« – 7:33
3. »Fatricide« – 4:49
4. »Fall for Heathen« – 3:26
5. »Eternal Blasphemy« – 3:25
6. »Still Unleashede« – 6:57
7. »This Is My Art« – 4:50
8. »Sons of Fame« – 5:16

Ponovna izdaja
1. »Fall for Heathen« (verzija z Eternal Blasphemy) – 3:32
2. »Matricide« (verzija z Eternal Blasphemy) – 6:21
3. »Fatricide« (verzija z Inhuman) – 4:32
4. »Final Impatience« (verzija z Inhuman) – 4:33
5. »Gods of Pocka« (verzija z Eternal Blasphemy) – 6:13

## Zasedba
Noctiferia
- David Kiselić (kot "Varg Gorgoneion") — vokal, kitara
- Igor Nardin — kitara, oblikovanje
- Uroš Lipovec — bas kitara
- Robert Steblovnik — bobni

Ostali
- Bastian Doblekar — flavta, vokal
- Jurij Toni — produkcija, miksanje
- ??? ("Jana") — klaviature